# Hildur af Billbergh
Hildur Evangelina Dorothea af Billbergh, tidigare Levin, född 12 maj 1857 i Hudiksvall, död 23 februari 1946 i Engelbrekts församling, Stockholm, var en svensk tonsättare.

## Biografi
Hildur Levin föddes 12 maj 1857 i Hudiksvall. Hon var dotter till häradshövdingen Carl Georg Levin och Wilhelmina Grönblad. År 1861 flyttade familjen till Tjällmo i Östergötlands län. Där avled hennes far 1863. År 1865 flyttade hon med sin mamma till Adolf Fredriks församling i Stockholm, men året därpå flyttade de till Motala. Den 8 september 1888 gifte Hildur sig med Adolf Theodor Billbergh av adetsätten af Billbergh och flyttade till Stockholm. Hon avled 23 februari 1946 i Engelbrekts församling, Stockholm.

## Verk

### Pianoverk
- Kadetternas pas de quatre. Utgiven mellan 1901 och 1905 av Carl Johnn's Musikhandel, Stockholm.
- E vänna te. Gammal vals. Utgiven mellan 1901 och 1905 med nummer C. J. 526 av Carl Johnn's Musikhandel, Stockholm.[13]
- Boston d'Amour. Utgiven mellan 1906 och 1910 med nummer C. J. 696 av Carl Johnn's Musikhandel, Stockholm.[14]
- Vintergatan. Arrangemang på sången från 1896. Utgiven mellan 1906 och 1910 av Carl Johnn's Musikhandel, Stockholm.

### Sång och piano
- Vintergatan. Text av Zacharias Topelius. Utgiven 1896 med nummer C. J. 290 av Carl Johnn's Musikhandel, Stockholm.[15]
- Gascogner-visa ur Cyrano de Bergerac. Utgiven 1901 med nummer C. J. 459 av Carl Johnn's Musikhandel, Stockholm.[16]
- I vårens ljuva tid När den unga vår med solens brand. Utgiven mellan 1901 och 1905 med nummer C. J. 606 av Carl Johnn's Musikhandel, Stockholm.[17]
- Sarabande I den yra menuetten. Text av Nino Runeberg. Utgiven 1909 med nummer C. J. 786 av Carl Johnn's Musikhandel, Stockholm.[18]

### Violin och piano
- Vintergatan. Arrangemang på sången från 1896. Utgiven mellan 1906 och 1910 av Carl Johnn's Musikhandel, Stockholm.[19]